# Grudynia Mała
Grudynia Mała (dodatkowa nazwa w j. niem. Klein Grauden) – wieś w Polsce położona w województwie opolskim, w powiecie kędzierzyńsko-kozielskim, w gminie Pawłowiczki. W 2011 roku liczba ludności ze wsi Grudynia Mała wynosiła 112.
Leży na terenie Nadleśnictwa Prudnik (obręb Prudnik).

## Historia
Wieś wzmiankowana po raz pierwszy w łacińskim dokumencie z 1224 roku wydanym przez Wawrzyńca biskupa wrocławskiego gdzie zanotowana została w zlatynizowanej, staropolskiej formie „Brudina”. Miejscowość wzmiankowana po łacinie jako Parvum Grudyn w roku 1354. W łacińskim dokumencie z 1228 roku wydanym przez Kazimierza I opolskiego zanotowana została w szeregu miejscowości założonych na prawie polskim iure polonico w formie Grudina. Nazwa została zgermanizowana później na  Grauden. W 1571 właścicielem Grudyni Małej był Jan Larisch z Ligoty Bialskiej koło Prudnika.
Od końca XVIII w. wieś posiadała własną pieczęć gminną, na której wizerunku przedstawiono skrzyżowane grabie z kosą.
W 1855 we wsi było 35 domów i 240 mieszkańców. W owym czasie w Grudyni Małej hodowano owce.

## Zabytki
Do wojewódzkiego rejestru zabytków wpisany jest park pałacowy, z XIX/XX w.

## Liczba ludności
| Rok  | Liczba ludności w miejscowości |
| ---- | ------------------------------ |
| 1861 | 313                            |
| 1910 | 345                            |
| 1925 | 356                            |
| 1939 | 347                            |
| 1946 | 181                            |
| 1947 | 300                            |
| 1960 | 296                            |

Źródło: Dane z Gminy Pawłowiczki.

## Komunikacja
Przez Grudynię Małą przechodzi droga wojewódzka:
417.
PKS zapewnia połączenia z Kędzierzynem-Koźlem i Głubczycami.

## Galeria

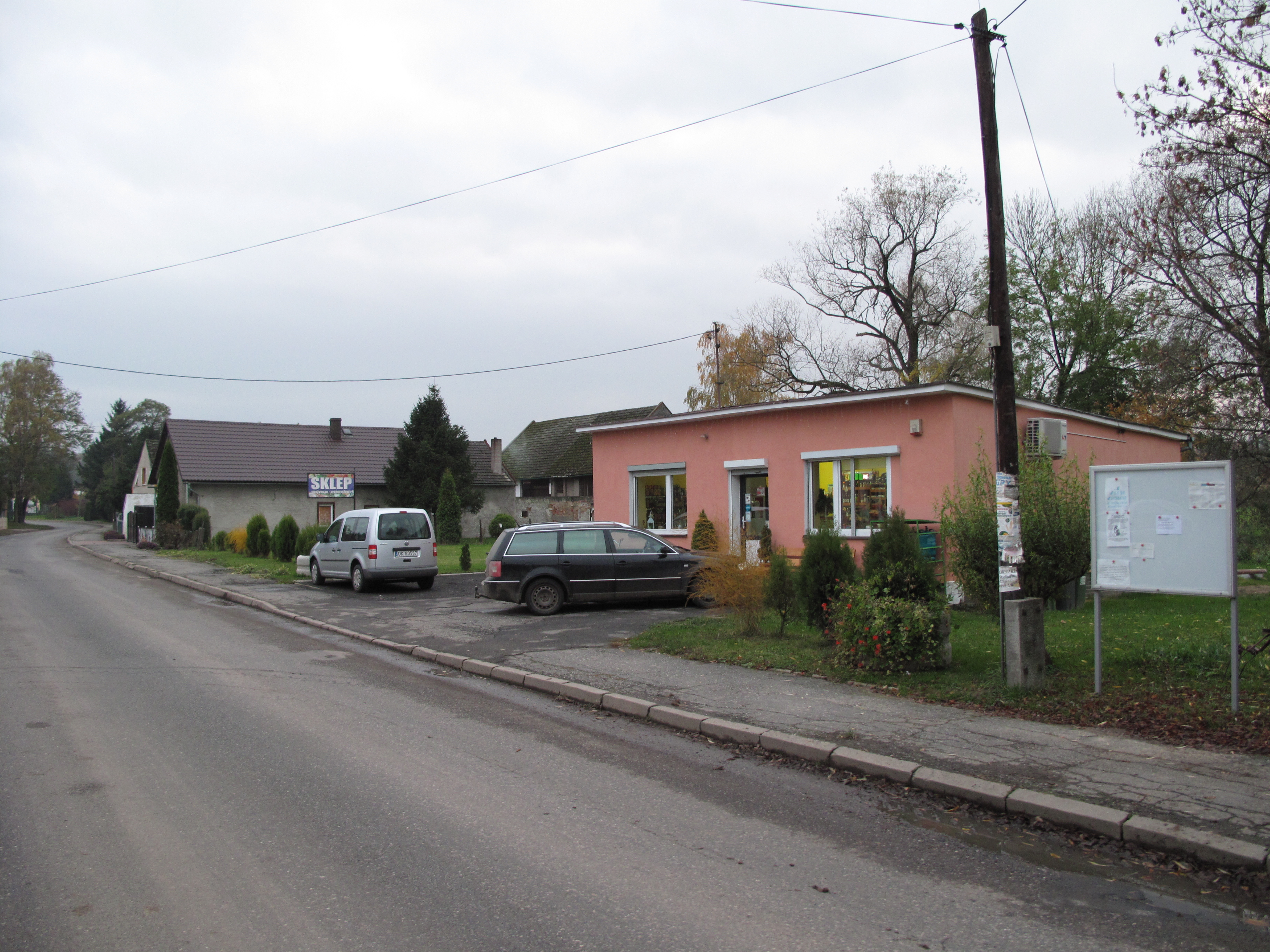
Sklep
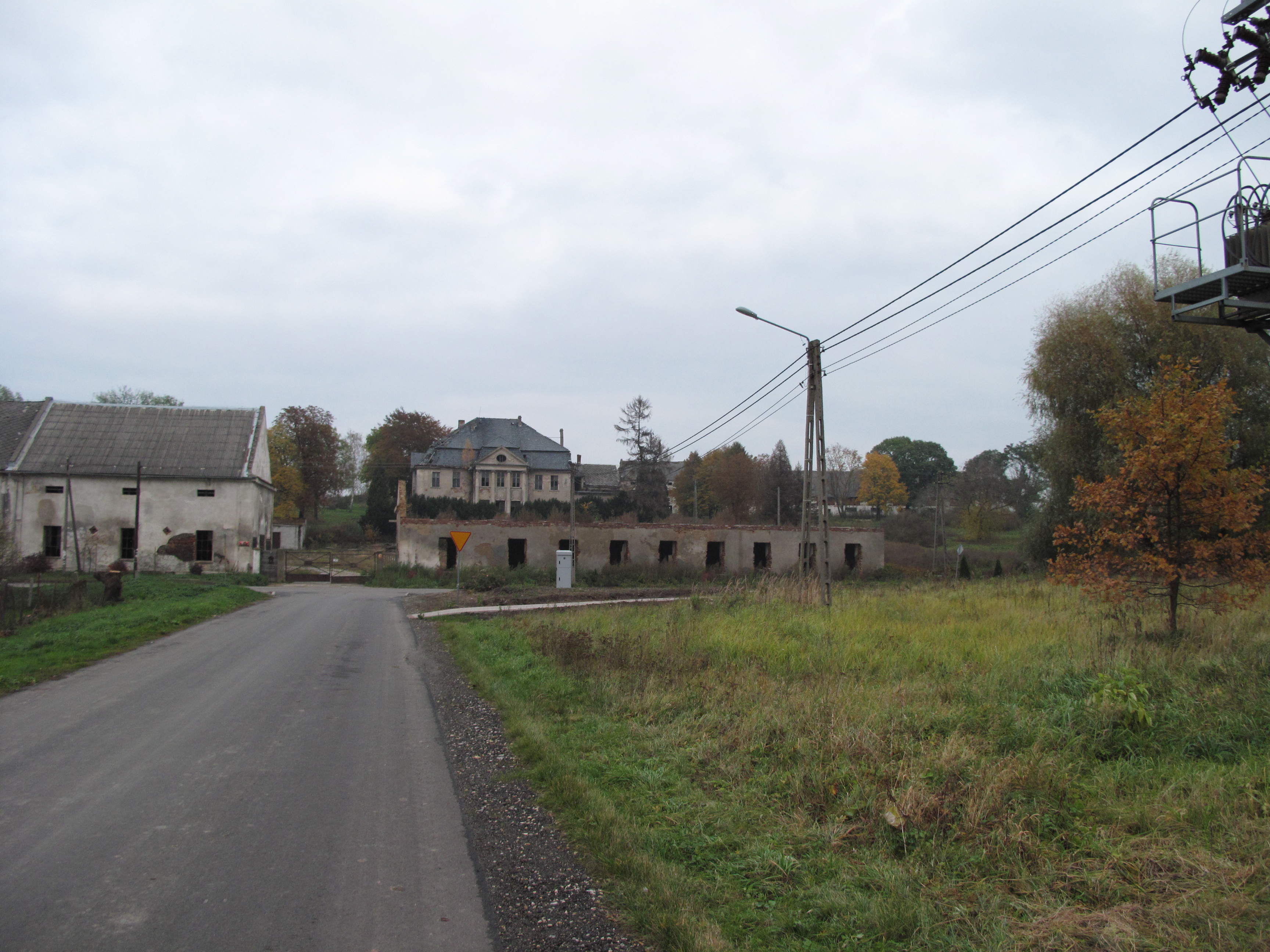
Dom
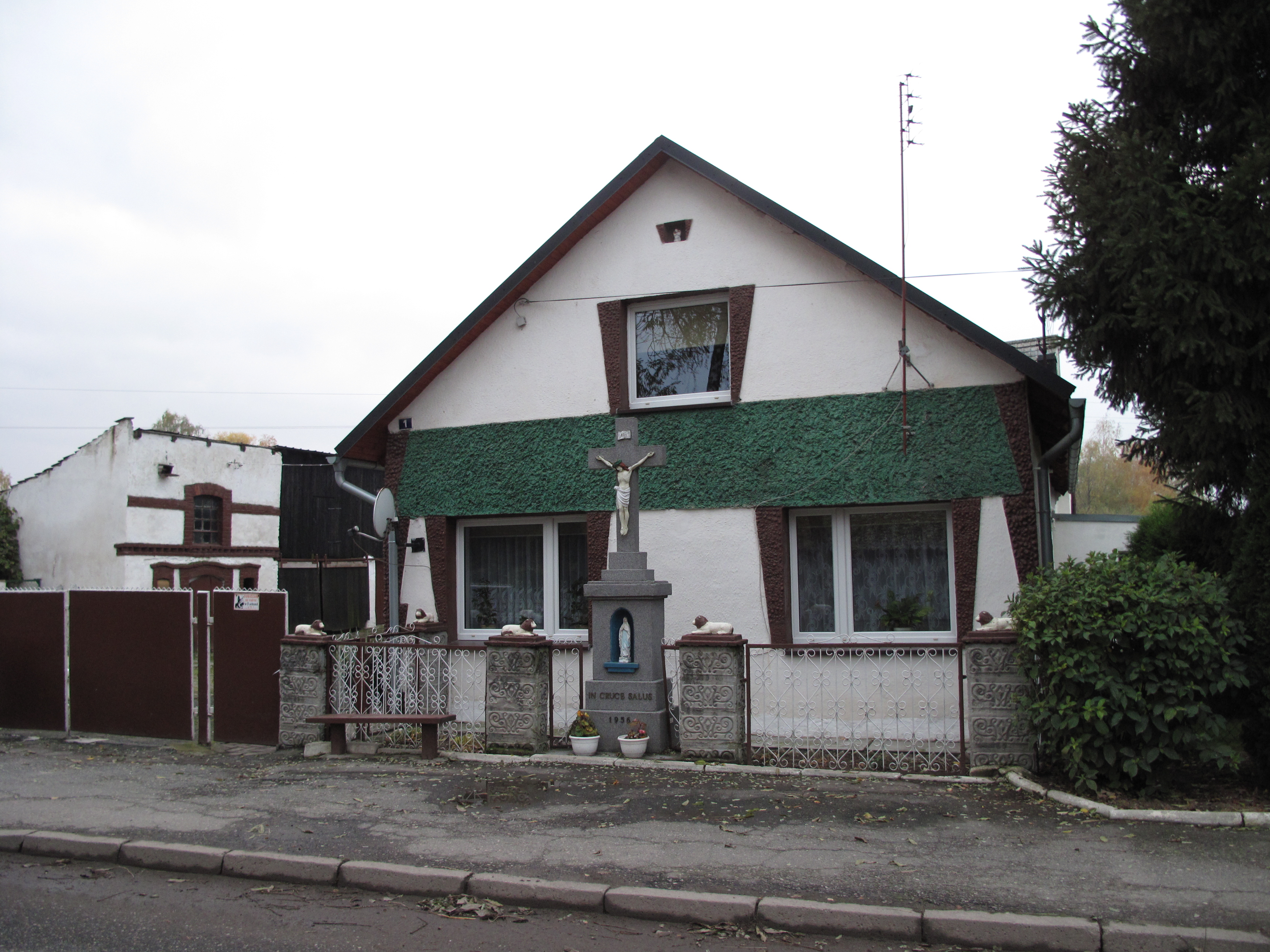
Krzyż